# 转义序列
转义是当由于技术等原因、无法直接在代码中写出所要的字符时采用的，以多个字符的有序组合来表示原本需要的字符的手段，而转义序列（英語：escape sequence）指在转义时使用的有序字符组合。
采用转义序列的原因有很多。比如，显然不能直接把CRLF或HT这样的字符输入为字符常量，因为键盘上的回车键或制表键只完成自己该做的工作：在源代码文件中换行或跳到下一个制表位置。
不同的编程语言中，转义序列的形式也不同。例如，ANSI转义序列中，形如 ESC+[（一般显示为 ^[[）的字符序列可实现在屏幕上定位光标、改变输出字符颜色等功能。在 C/C++ 及一系列语言中，使用反斜杠“\”来引入一个转义序列，如“\r”表示回车、“\n”表示换行、“\t”表示水平制表符等。但在VB.net中，仅有的转义序列（或曰可看作转义序列）的字符组合是连续两个英文双引号""被看作一个双引号，用于在双引号括起来的字符串或字符常量中引入一个双引号；而诸如回车换行的字符需要以字符串串联或Chr()的方式使用：Dim strTwoLines As String="line1" & vbCrLf & "line2"。